# Juan Schmalko
Juan Alberto Schmalko Palacios (Encarnación, Paraguay, 29 de enero de 1958), conocido como "Yoni" Schmalko, es un abogado y político paraguayo. Ha sido el gobernador del departamento de Itapúa entre 2018 y 2021.

## Trayectoria política
Egresó en 1981 de la Facultad de Ciencias Jurídicas de la Universidad Católica “Nuestra Señora de la Asunción”. Fue concejal municipal de Encarnación durante el periodo 2001-2005. 
Fue primeramente intendente municipal interino de la misma ciudad en 2005 electo por la Junta Municipal en reemplazo de Rogelio Benítez -quien asumió como Ministro del Interior-, y luego electo intendente municipal por el pueblo durante dos periodos consecutivos (2006-2010 y 2010-2015), aunque en 2013 renuncia al cargo para asumir como Director paraguayo de la Entidad Binacional Yacyretá hasta el año 2016. En 2018, fue elegido como gobernador del departamento de Itapúa para el periodo 2018-2023.